# أنجلينا مكاروني
أنجلينا مكاروني (بالألمانية: Angelina Maccarone) (و. 1965  م) هي مخرجة أفلام، وكاتبة سيناريو، وأستاذ جامعي ألمانية، ولدت في بولهايم.

## التعليم
تعلمت في جامعة هامبورغ.

## جوائز
حصلت على جوائز منها:
- Film Festival Cologne [الإنجليزية]‏ (1998)[8]
- Outfest [الإنجليزية]‏، عن عمل: Everything's Gonna Be Great [الإنجليزية]‏[8]
- النمر الذهبي  [لغات أخرى]‏، عن عمل: Hounded  [لغات أخرى]‏[8][10]
- Hessian Film Award  [لغات أخرى]‏، عن عمل: Fremde Haut [الإنجليزية]‏.[8]

## وصلات خارجية
- أنجلينا مكاروني على موقع IMDb (الإنجليزية)
- أنجلينا مكاروني على موقع ألو سيني (الفرنسية)
- أنجلينا مكاروني على موقع ميوزك برينز (الإنجليزية)
- أنجلينا مكاروني على موقع أول موفي (الإنجليزية)
- أنجلينا مكاروني على موقع ديسكوغز (الإنجليزية)
- أنجلينا مكاروني على موقع قاعدة بيانات الفيلم (الإنجليزية)
- أنجلينا مكاروني على موقع كينوبويسك (الروسية)